# Fengxian
Fengxian léase Feng-Xián (en chino: 奉贤 区, pinyin:Fèngxián qū) es un distrito suburbano de la ciudad de Shanghái, República Popular China. Su área es de 720 km² y su población es de 1 157 800 (2014). Es famosa por sus resorts y playas.
Nanqiao (南桥) es una ciudad de la más importante en el distrito de Fengxián. Aquí podemos encontrar lugares interesantes como el templo de San Nu (三女祠, el templo de las tre mujeres). Durante la Dinastía Zhou, las tres hijas del rey de Wu se colgaron en lugar de ser atrapadas por los solados del rey de Yue.
De tres a cinco años, la ciudad era de fácil navegación. Pero con el desarrollo la ciudad creció hasta tener 31,9 km² es decir 2.5 su tamaño.

## Administración
El distrito de Fengxian se divide en 10 pueblos que se administran en 2 subdistritos y 8 poblados:
- Subdistrito Nanqiao
- Subdistrito Xidu
- Poblado Fengcheng
- Poblado Zhuanghang
- Poblado Jinhui
- Poblado Sitúan
- Poblado Qingcun
- Poblado Zhelin
- Poblado Haiwan

## Clima
| Parámetros climáticos promedio de Fengxián (1971-2000) | Parámetros climáticos promedio de Fengxián (1971-2000) | Parámetros climáticos promedio de Fengxián (1971-2000) | Parámetros climáticos promedio de Fengxián (1971-2000) | Parámetros climáticos promedio de Fengxián (1971-2000) | Parámetros climáticos promedio de Fengxián (1971-2000) | Parámetros climáticos promedio de Fengxián (1971-2000) | Parámetros climáticos promedio de Fengxián (1971-2000) | Parámetros climáticos promedio de Fengxián (1971-2000) | Parámetros climáticos promedio de Fengxián (1971-2000) | Parámetros climáticos promedio de Fengxián (1971-2000) | Parámetros climáticos promedio de Fengxián (1971-2000) | Parámetros climáticos promedio de Fengxián (1971-2000) | Parámetros climáticos promedio de Fengxián (1971-2000) |
| Mes                                                    | Ene.                                                   | Feb.                                                   | Mar.                                                   | Abr.                                                   | May.                                                   | Jun.                                                   | Jul.                                                   | Ago.                                                   | Sep.                                                   | Oct.                                                   | Nov.                                                   | Dic.                                                   | Anual                                                  |
| ------------------------------------------------------ | ------------------------------------------------------ | ------------------------------------------------------ | ------------------------------------------------------ | ------------------------------------------------------ | ------------------------------------------------------ | ------------------------------------------------------ | ------------------------------------------------------ | ------------------------------------------------------ | ------------------------------------------------------ | ------------------------------------------------------ | ------------------------------------------------------ | ------------------------------------------------------ | ------------------------------------------------------ |
| Temp. máx. media (°C)                                  | 8.1                                                    | 9.2                                                    | 12.8                                                   | 19.1                                                   | 24.1                                                   | 27.6                                                   | 31.8                                                   | 31.3                                                   | 27.2                                                   | 22.6                                                   | 17.0                                                   | 11.1                                                   | 20.2                                                   |
| Temp. mín. media (°C)                                  | 1.1                                                    | 2.2                                                    | 5.6                                                    | 10.9                                                   | 16.1                                                   | 20.8                                                   | 25.0                                                   | 24.9                                                   | 20.6                                                   | 15.1                                                   | 9.0                                                    | 3.0                                                    | 12.9                                                   |
| Precipitación total (mm)                               | 50.6                                                   | 56.8                                                   | 98.8                                                   | 89.3                                                   | 102.3                                                  | 169.6                                                  | 156.3                                                  | 157.9                                                  | 137.3                                                  | 62.5                                                   | 46.2                                                   | 37.1                                                   | 1164.5                                                 |
| Días de precipitaciones (≥ 1 mm)                       | 9.7                                                    | 10.3                                                   | 13.9                                                   | 12.7                                                   | 12.1                                                   | 14.4                                                   | 12.0                                                   | 11.3                                                   | 11.0                                                   | 8.1                                                    | 7.0                                                    | 6.5                                                    | 129                                                    |
| Horas de sol                                           | 123.0                                                  | 115.7                                                  | 126.0                                                  | 156.1                                                  | 173.5                                                  | 147.6                                                  | 217.8                                                  | 220.8                                                  | 158.9                                                  | 160.8                                                  | 146.6                                                  | 147.7                                                  | 1894.5                                                 |
| Humedad relativa (%)                                   | 75                                                     | 74                                                     | 76                                                     | 76                                                     | 76                                                     | 82                                                     | 82                                                     | 81                                                     | 78                                                     | 75                                                     | 74                                                     | 73                                                     | 76.8                                                   |
| Fuente: 中国气象局 17 de marzo de 2009                 |                                                        |                                                        |                                                        |                                                        |                                                        |                                                        |                                                        |                                                        |                                                        |                                                        |                                                        |                                                        |                                                        |